# Человек из леса
«Человек из леса» (англ. Man Outside) — фильм режиссёра Марка Стаффера. Члены легендарной группы «The Band» играют роли второго плана в этом фильме.

## Сюжет
Успешный адвокат Джек однажды возвращается домой и находит тело своей жены и горящий дом. Он уходит в лес, чтобы жить как отшельник. Много лет спустя в городе пропадает мальчик и полиция начинает подозревать этого загадочного отшельника. Только одна женщина верит, что Джек невиновен, и пытается помочь ему освободиться от подозрений.

## В ролях
- Кэтлин Куинлэн — Герейс Фримонт
- Боб Логан
- Брэдфорд Диллман — Фрэнк Симмонс
- Левон Хельм — шериф Леланд
- Алекс Лиггетт — Тоби Риггс
- Рик Данко — отец украденного мальчика
- Патриция Релф — Вельма Риггс
- Мэри Ингаллс — Монна
- Гарт Хадсон

## Съёмочная группа
- Режиссёры: Марк Стаффер
- Продюсеры: Ирби Смит и Марк Стаффер